# This Is Big Audio Dynamite
This Is Big Audio Dynamite è il primo album in studio del gruppo musicale britannico Big Audio Dynamite, pubblicato nell'ottobre 1985.

## Successo commerciale
L'album arrivò alla 27^ posizione nelle classifiche britanniche e alla 103ª in quelle statunitensi.

## Tracce
Testi e musiche di Mick Jones e Don Letts, eccetto dove indicato.
Lato A
1. Medicine Show – 6:29
2. Sony – 4:30
3. E=MC² – 5:54
4. The Bottom Line – 4:35 (Mick Jones)

Lato B
1. A Party – 6:40
2. Sudden Impact! – 5:03
3. Stone Thames – 4:05
4. Bad – 5:54

## Formazione
- Mick Jones – voce, chitarra
- Don Letts – effetti sonori, voce
- Dan Donovan – tastiere
- Leo Williams – basso, voce
- Greg Roberts – batteria, voce

## Campionamenti utilizzati
Medicine Show:
- Sono presenti alcuni campionamenti da Il buono, il brutto e il cattivo di Sergio Leone.
- La citazione "I don't have to show you any stinking badges!" è tratta da Il tesoro della Sierra Madre diretto da John Huston.
- C'è un breve campionamento tratto da Giù la testa, sempre diretto da Sergio Leone.

Sony:
- Nella canzone è campionato l'urlo di Joe Strummer presente in London Calling.

E=MC²:
- Ci sono diversi campionamenti dal film Sadismo diretto da Donald Cammell e Nicolas Roeg